# 矢代久美子

矢代 久美子（やしろ くみこ、（本名、金澤、かなざわ）1976年7月31日 - ）は、日本棋院所属の囲碁の女流棋士。東京都出身。女流本因坊戦優勝2期など。夫は金澤秀男八段。血液型はB型。趣味は読書。

## 経歴
6歳の時にアマチュア6段の父に囲碁を教えられ、碁会所などで腕を磨く。小学3年の時に木谷会（後に仁風会）に通いはじめ、梅沢由香里、小林泉美、祷陽子、武宮陽光らとともに学ぶ。1989年、中学1年で日本棋院院生になり、翌年幕張の研修センターに入寮し、趙治勲や藤沢秀行らの指導を受けた。同室は加藤啓子。中学卒業により退寮して、1993年の女流枠の入段手合により、1994年入段。NHK杯テレビ囲碁トーナメントの記録係も務める。1997年二段。1999年三段、第1期女流最強戦準優勝。2001年四段、2002年五段。2003年は棋聖戦で最終予選進出を果たした。また、女流本因坊戦では挑戦者となったが小林泉美に1-3で敗退した。2004年、女流名人戦で挑戦者決定戦に進出するも敗退する。
2005年、自身2度目となる女流本因坊戦の挑戦手合に出場して知念かおりに3連勝し、自身初タイトルとなる女流本因坊位を獲得する。2006年7月11日に金澤秀男と結婚。また、祷陽子の挑戦を退け女流本因坊戦の防衛を果たす。しかし、2007年の女流本因坊戦では謝依旻の挑戦の前に3連敗し、女流本因坊位を失冠した。2008年第1回ワールドマインドスポーツゲームズ男女ペア戦で、小林覚とのペアでベスト8。
2007年にはNHK教育テレビ「囲碁の時間」で講師を務めた。
2018年、第30期女流名人戦の挑戦者となる。2007年に女流本因坊位を失って以来のタイトル戦であったが、藤沢里菜に0-2で敗れ、12年ぶりの女流タイトル獲得はならなかった。

### タイトル
- 女流本因坊 2期（2005年,2006年）

登場回数 ６回　獲得合計 ２期

### 他の棋歴
- 遠洋地産杯世界女子プロオープン戦 ベスト4 2007年
- 大理旅遊杯世界女子プロ囲碁選手権戦 ベスト8 2006年
- 正官庄杯世界女子囲碁最強戦 2005年 0-1（×葉桂）、2007年 0-1（×李玟眞）、2008年 0-1（×唐奕）
- 黄竜士双登杯世界女子囲碁団体選手権 2012年 0-1（×王晨星）